# 浪漫匿名者
《浪漫匿名者》是Netflix于2025年10月16日上线公开的原创日本浪漫喜剧。该剧改编2010年法国电影《爱情的完美配方》，由《我想吃掉你的胰臟》《幽游白书》导演月川翔执导，《宇宙之星》《郑家牧场》导演金志炫负责剧本，小栗旬、韩孝周、中村友理、赤西仁主演，是一部日韩合拍剧。剧情讲述“无法触碰他人”的男人和“无法直视他人”的女人之间的奇妙邂逅，通过巧克力的魔力渐渐克服心理障碍，展开一段细腻而疗愈的爱情故事。
本剧于2025年9月在第30届釜山国际电影节“On Screen”单元中首次公开部分内容。

## 演員陣容

### 主要人物
| 演员     | 角色        | 介绍 |
| -------- | ----------- | --- |
| 小栗旬   | 藤原壮亮    | 知名糖果公司继承人，「Le Sauveur」巧克力店店长，在创伤后产生严重洁癖和触碰恐惧症。                                           |
| 韩孝周   | Hana/李荷娜 | 拥有卓越的巧克力料理天份，却因注视恐惧症而无法直视他人，隐姓埋名担任「Le Sauveur」幕后匿名巧克力师。                         |
| 中村友理 | 艾琳        | 藤原壮亮的好友兼主治医生，同时也是Hana的主治医生，尽管是出版过多本心理学著作的知名精神科医生，却受酒精依赖症和情感问题困扰。 |
| 赤西仁   | 高田宽      | 藤原壮亮自学生时代就结交的好友，酒吧老板，亦是Hana的长期暗恋对象。                                                           |

### 其他人物
- 成田凌 饰演 藤原孝，壮亮的表弟，也是支持他的工作伙伴。
- 伊藤步 饰演 川村元美，「Le Sauveur」的首席巧克力师。
- 奥田瑛二 饰演 黒岩健二，照顾Hana的店主兼巧克力师。
- 佐藤浩市 饰演 藤原俊太郎，壮亮严厉的父亲。
- 伊勢志摩
- 東景一朗
- 福田航也
- 秋田汐梨
- 秋谷郁甫
- 米本学仁
- 山口纱弥加
- 原田美枝子
- 梶芽衣子

### 特别出演
- 宋仲基[8]

## 制作团队
- 原作：《爱情的完美配方（英语：Romantics Anonymous）》
- 导演：月川翔
- 剧本：金志炫
- 剧本协力：冈田惠和
- 摄影：山田康介
- 艺术指导：李夏俊
- 剪辑：杨镇模
- 音乐：Dalparan
- 制作/节目统筹：林昇勇 (Yong Film)
- 执行制片人：岡野真紀子（Netflix)
- 策划：朴素妍
- 制片人：金永彦、崔基勇、金金实、永井卓郎、大崎真央
- 制作：YONG FILM、RYU FILM
- 制作协力：RIKI PROJECT
- 发行：Netflix

## 外部連結
- 在Netflix上觀看《浪漫匿名者》
- 互联网电影数据库（IMDb）上《浪漫匿名者》的资料（英文）